# Japanisches Adventure
Japanische Adventures (jap. アドベンチャーゲーム, adobenchā gēmu von engl. adventure game), kurz: AVG oder ADV, ist die spezifisch-japanische Ausprägung von Adventures. Diese werden außerhalb Japans häufig einerseits als Visual Novels (ビジュアルノベル, bijuaru noberu, deutsch etwa: „Bildroman“) bezeichnet, die jedoch nur ein Untergenre sind, andererseits aber auch mit den Dating-Sims verwechselt.
Japanische Adventures sind größtenteils Textadventures mit Verwendung von Standbildern. Diese enthalten üblicherweise nicht die für westlichen Adventures typischen Rätsel, ein Gegenständeinventar oder ein Verbsystem (beispielsweise „Benutze x mit y“, „Rede mit z“), und die Handlung besitzt meist einen starken romantischen oder erotischen Aspekt. Sie entsprechen damit eher interaktiven Romanen bzw. der Interactive Fiction.

## Geschichte
Das Novel-Genre wurde 1992 mit dem Thriller-/Horror-Spiel Otogirisō von Chunsoft für das Super Famicom begründet. Dieses Spiel war mit 300.000 verkauften Exemplaren so erfolgreich, dass es zum Vorbild für nachfolgende Adventures und dessen Titulierung als Sound Novel (サウンドノベル, saundo noberu, deutsch „Tonroman“) zum Namenspaten eines neuen Genres wurde. Eine Besonderheit dieses Spiels war, dass nach dem ersten Durchspielen bei einem Neuanfang neue Entscheidungsmöglichkeiten und damit weitere Szenarien freigeschaltet wurden.
Unter den vielen Nachahmern dieses Spiels war auch der für seine Erogē (auch Adult Game genannt) bekannte Spieleentwickler Leaf. Dieser brachte 1996 mit Shizuku (雫) und Kizuato (痕) zwei solche Erogē im Stil, sowohl von der düsteren Grundthematik als auch der Textpräsentation her, von Otogirisō heraus. Um einerseits die Verwendung der geschützten Marke Sound Novel zu vermeiden, als auch zu betonen, dass das Hauptaugenmerk auf der Grafik liegt wurde diese Serie Leaf Visual Novel Series genannt. Zwar verkauften sich beide Spiele für Leaf zufriedenstellend, doch konnten sie sich mit ihrer damals für Erogē üblichen Vergewaltigungsthematik nicht vom Rest abheben. Dies änderte sich als 1997 das dritte Spiel dieser Reihe To Heart veröffentlicht wurde. Mit seiner warmherzigen Liebesgeschichte als auch hochwertigen Musik verkaufte es sich sehr erfolgreich. Damit fand es bald viele Nachahmer, die ebenfalls den Begriff Visual Novel verwendeten und damit zu einer Genrebezeichnung machten.
Ebenfalls 1992 erschien mit Dōkyūsei der erste Vertreter der Ren’ai-Adventures (恋愛アドベンチャーゲーム, Ren’ai adobenchā gēmu, deutsch „Liebes-Adventurespiel“, kurz: 恋愛ADV) – Spiele, in denen eine Liebesbeziehung zu einem oder mehreren anderen Charakteren aufgebaut werden muss. Allerdings war dieses kein reines Adventure, sondern besaß auch Simulationseigenschaften, so dass es gleichzeitig eine Ren’ai-Simulation (恋愛シミュレーションゲーム, ren’ai shimyurēshon gēmu, deutsch „Liebes-Simulationsspiel“) ist. Ren’ai-Adventure machen heute den Großteil der japanischen Adventures aus, während in westlichen Adventures eher die thematischen Genre Mystery, Thriller und Horror mit ihren Rätseln vorherrschen.

## Unter- und verwandte Genres

Schaubild der unterschiedlichen japanischen Adventuretypen

Eine Unterteilung von Adventures wird in Japan anhand der Textpräsentation vorgenommen. Erstreckt sich der ausgegebene Text der zudem auch einen ausführlicheren, beschreibenderen Charakter hat über den gesamten Bildschirm, wodurch der Romaneindruck noch verstärkt wird, dann handelt es sich um ein Novel-Spiel (ノベルゲーム, noberu gēmu von engl. novel game, deutsch „Romanspiel“, kurz: NVL) beziehungsweise Digital Novel (デジタルノベル, dejitaru noberu, deutsch „digitaler Roman“). Bei sonstigen Adventures wird der zumeist auch kürzere und dialoglastigere Text dahingegen in einer Box am unteren Bildschirmrand ausgegeben. Novel-Spiele werden dann nochmals unterteilt in Sound Novels und Visual Novels. Ob ein Spiel eine Sound oder eine Visual Novel ist hängt nicht vom Ton oder der Grafik ab, sondern in welcher Tradition der Entwickler sein Spiel sieht. Im engeren Sinn bezeichnet Sound Novel nur die Novel-Spiele von Chunsoft und darf als geschützte Marke nicht verwendet werden und Visual Novel nur die von Leaf. Von dem Inhalt derer Werke ausgehend, werden im weiteren Sinn Novel-Spiele erotischen Inhalts (Erogē-Ren’ai-Adventure) als Visual Novels und die restlichen, insbesondere Horror-Spiele, als Sound Novels bezeichnet.
Entgegen der außerhalb Japans weit verbreiteten Meinung sind nur ein geringer Teil der japanischen Adventures (Visual) Novels, da zwar die meisten japanischen Adventures Ren’ai-Adventures sind, die Textausgabe aber sehr häufig auf einen Kasten am unteren Bildschirmrand beschränkt bleibt.
VisualArt’s führte mit Keys Planetarian – Chiisana Hoshi no Yume (プラネタリアン・小さな星の夢, puranetarian – chiisana hoshi no yume, deutsch.: „Planetarian – der Traum eines kleinen Sterns“) den Begriff Kinetic Novel für Werke ein, die vollständig linear sind, keine Entscheidungspunkte besitzen und üblicherweise über das Internet verteilt werden.

## Spielmechanik
Japanische Adventures unterscheiden sich von anderen Genres durch ihre äußerst minimale Spielmechanik. Da japanische Adventures allgemein und Sound- bzw. Visual Novels im Besonderen interaktive Romane sind, beschränkt sich der Großteil der Spielerinteraktion darauf sich durch Drücken der Maus- oder Tastaturtasten die nächsten Sätze anzeigen zu lassen, wobei gelegentlich neue Szenen mit veränderter Musik und Grafik erscheinen. Neuere Spiele besitzen häufig eine Funktion die automatisch in Sprechgeschwindigkeit die neuen Sätze anzeigt oder einen Schnellvorlauf zum nächsten Entscheidungspunkt der selbst diese Interaktion überflüssig macht.
Die Spiele enthalten sporadische Multiple-Choice-Fragen, wobei die Entscheidung des Spielers als flag gespeichert wird und die weitere Handlung beeinflusst. Einzelne oder Gruppen von Flags bestimmen dann den Handlungsstrang (route) dem gefolgt wird, als auch dass ihn abschließende jeweilige Ende.
Einige japanischen Adventures beschränken sich nicht nur darauf Text-Adventures zu sein, indem sie weitere Elemente einschließen. In Symphonic Rain muss der Spieler ein Musikinstrument spielen und eine hohe Wertung erreichen, um voranzukommen. Solche Elemente sind häufig als handlungsrelevant implementiert.
Kürzere Werke, hauptsächlich Fanspiele (Dōjin Games) oder genannte Kinetic Novels, enthalten häufig überhaupt keine Entscheidungspunkte. Fanspiele erfreuen sich jedoch einer größeren Beliebtheit und einige verkaufen sich auch außergewöhnlich gut, wie beispielsweise das Visual Novel Tsukihime die sich mehr als 100.000-mal oder die Sound-Novel-Reihe Higurashi no Naku Koro ni, die sich mehr als 500.000-mal verkaufte. Die Erstellung dieser Fanspiele erfolgt in der Regel mit bestehenden Skriptengines, wie NScripter oder KiriKiri 2.
Die Grundlegende Struktureinheit ist häufig ein Tag mit formelhaften Aufwachen und zu Bett gehen, anstelle von Kapiteln.

## Stil
Viele japanische Adventures besitzen (Synchron-)Sprecher (Seiyū) für die Stimmen der Charaktere. Fast ausschließlich bleibt jedoch der Protagonist unvertont und häufig werden auch nur die weiblichen Charaktere mit Stimmen versehen.

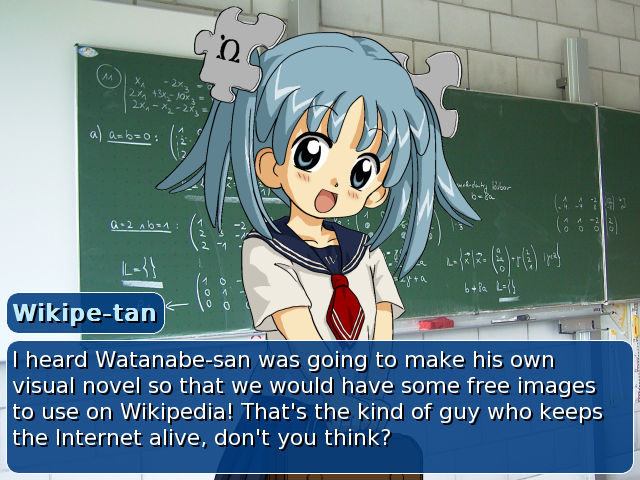
Typisches Erscheinungsbild von japanischen Adventures

In einem typischen japanischen Adventure besteht die Grafik aus einer Menge von allgemein gehaltenen Hintergründen – normalerweise auch nur eine pro Ort – mit überlagerten Charakter-Sprites (立ち絵, tachi-e).
Die Sichtperspektive erfolgt vom Protagonisten aus, der dadurch zusätzlich zur genannten „Stimmlosigkeit“ ebenfalls nicht sichtbar ist.
Bei bestimmten Schlüsselszenen werden Event-CGs (Computergrafik) gezeigt, die detaillierte, filmhafte Kameraeinstellungen und den Protagonisten zeigen können, wenngleich die Augenpartie weiterhin häufig ungezeigt bleibt. Diese Event-CGs werden nach einmaligen Auffinden entsperrt und können im Hauptmenü jederzeit wieder aufgerufen werden. Dadurch entsteht eine zusätzliche Motivation das Spiel mit anderen Entscheidungen nochmal durchzuspielen, da es üblicherweise unmöglich ist beim ersten Mal alle freizuschalten.
Im Gegensatz zu Romanen, erfolgt die Erzählung nur selten in der Dritten Person und die Darstellung der Ereignisse findet fast ausschließlich aus der Perspektive der Ersten Person statt.

## Inhalt und narrative Genres
In narrativer Hinsicht werden oftmals Aspekte des Alltags aufgegriffen, aber auch Science Fiction, Fantasy und Horror sind nicht unüblich. Viele japanische Adventures haben ein romantisches Grundthema.
Traditionell sind Ren’ai-Adventure Erogē und enthalten damit Hentai-Szenen. In anspruchsvollen Ren’ai-Adventures dienen diese jedoch nur als Belohnung. In Konsolenportierungen werden diese Szenen jedoch entfernt. So gibt es von fast jedem Spiel des Herstellers Key eine familienfreundliche Fassung, und mehrere sind ausschließlich in jugendfreien Fassungen erschienen. Mit dem Spiel Clannad war ein Teil der Fans unzufrieden, weil keine Sex-Szenen vorhanden waren, welche mit dem Ableger Tomoyo After – It’s a Wonderful Life nachgeholt wurden.

## Verbreitung
Während Adventures außerhalb Japans nur ein Nischendasein fristen, machen allein die Ren’ai-Adventures in Japan knapp 70 % aller PC-Spieltitel aus. Der größte Teil der Adventures wird für den PC produziert und Konsolenfassungen sind häufig Portierungen sehr beliebter PC-Adventures, wobei bei Erogē die Sexszenen entfernt werden. Außerhalb Japans wird nur ein kleiner Teil lizenziert, wie beispielsweise die Ace-Attorney-Reihe oder Hotel Dusk: Room 215; Ren’ai-Adventure – die in Japan den Hauptanteil ausmachen – hauptsächlich in den USA, von denen die meisten dann Erogē sind, mit Ausnahmen wie beispielsweise der AnimePlay-Reihe.
Zusätzlich zu diesen kommerziellen Übersetzungen existiert eine Fanübersetzungszene, die sowohl freie, wie Narcissu, als auch kommerzielle Versionen – hauptsächlich wiederum ins Englische – übersetzt.

## Bekannte Vertreter
| Titel                                     | Jahr | Entwickler        |
| ----------------------------------------- | ---- | ----------------- |
| Dōkyūsei (+ Ren’ai-Sim)                   | 1992 | élf               |
| Pia Carrot e Yōkoso!! (+ Ren’ai-Sim)      | 1996 | Cocktail Soft     |
| Kono Yo no Hate de Koi o Utau Shōjo YU-NO | 1996 | élf               |
| One – Kagayaku Kisetsu e                  | 1998 | Tactics           |
| Kanon                                     | 1999 | Key               |
| AIR                                       | 2000 | Key               |
| Kimi ga Nozomu Eien                       | 2001 | Âge               |
| Utawarerumono (+ SRPG)                    | 2002 | Leaf              |
| D.C. – Da Capo                            | 2002 | Circus            |
| CROSS†CHANNEL                             | 2003 | FlyingShine       |
| Clannad                                   | 2004 | Key               |
| Symphonic Rain                            | 2004 | Kōgadō Studio     |
| Shuffle!                                  | 2004 | Navel             |
| School Days                               | 2005 | 0verflow          |
| Tomoyo After – It’s a Wonderful Life      | 2005 | Key               |
| true tears                                | 2006 | Circus            |
| Little Busters!                           | 2007 | Key               |
| Koihime Musō (+ SRPG)                     | 2007 | BaseSon           |
| Katawa Shoujo                             | 2012 | Four Leaf Studios |

| Titel                     | Jahr      | Entwickler     |
| ------------------------- | --------- | -------------- |
| Otogirisō                 | 1992      | Chunsoft       |
| Kamaitachi no Yoru        | 1994      | Chunsoft       |
| Machi                     | 1998      | Chunsoft       |
| Higurashi no Naku Koro ni | 2002–2006 | 07th Expansion |
| Umineko no Naku Koro ni   | 2007–2010 | 07th Expansion |

| Titel           | Jahr | Entwickler |
| --------------- | ---- | ---------- |
| Shizuku         | 1996 | Leaf       |
| Kizuato         | 1996 | Leaf       |
| To Heart        | 1997 | Leaf       |
| Kana – Imōto    | 1999 | D.O.       |
| Tsukihime       | 2000 | Type-Moon  |
| Routes          | 2003 | Leaf       |
| To Heart 2      | 2004 | Leaf       |
| Fate/stay night | 2004 | Type-Moon  |